# Elecciones federales de México de 1979 en Baja California
Las Elecciones federales en Baja California de 1979 se llevaron a cabo el domingo 1 de julio de 1979, y en ellas fueron renovados los titulares de los siguientes cargos de elección popular del estado mexicano de Baja California:
- Diputados Federales de Baja California: 3 Electos por mayoría relativa elegidos en cada uno de los Distritos electorales, mientras otros son elegidos mediante representación proporcional.

## Organización
Las elecciones fueron realizadas por la Comisión Federal Electoral, perteneciente a la Secretaría de Gobernación. En el proceso participaron 7 partidos políticos: el Partido Revolucionario Institucional, Partido Acción Nacional, el Partido Popular Socialista, el Partido Auténtico de la Revolución Mexicana, el Partido Demócrata Mexicano, el Partido Comunista Mexicano y el Partido Socialista de los Trabajadores.
El lunes 26 de marzo de 1979 fueron publicadas las candidaturas a la elección federal en el Periódico Oficial de la Federación.

## Candidatos

### Diputaciones

#### Distrito 1
| Congreso de la Unión (México) | Congreso de la Unión (México) | Congreso de la Unión (México) | Congreso de la Unión (México)               | Resultados | Resultados |
| Candidato                     | Candidato                     | Candidato                     | Partido                                     | Votos      | Porcentaje |
| ----------------------------- | ----------------------------- | ----------------------------- | ------------------------------------------- | ---------- | ---------- |
| Alfredo Arenas Rodríguez      |                               | Alfredo Arenas Rodríguez      | Partido Acción Nacional                     | —          | —          |
| José Luis Andrade Ibarra      |                               | José Luis Andrade Ibarra      | Partido Revolucionario Institucional        | —          | —          |
| Pánfilo Orozco Álvarez        |                               | Pánfilo Orozco Álvarez        | Partido Popular Socialista                  | —          | —          |
| Francisco Javier Rodríguez R. |                               | Francisco Javier Rodríguez R. | Partido Auténtico de la Revolución Mexicana | —          | —          |
| Salvador Sánchez Reynoso      |                               | Salvador Sánchez Reynoso      | Partido Demócrata Mexicano                  | —          | —          |
| Francisco Cervantes Vázquez   |                               | Francisco Cervantes Vázquez   | Partido Comunista Mexicano                  | —          | —          |
| Rafael Argote Espinoza        |                               | Rafael Argote Espinoza        | Partido Socialista de los Trabajadores      | —          | —          |
| Total de votos válidos        | Total de votos válidos        | Total de votos válidos        | Total de votos válidos                      |            | —          |

#### Distrito 2
| Congreso de la Unión (México)   | Congreso de la Unión (México) | Congreso de la Unión (México)   | Congreso de la Unión (México)               | Resultados | Resultados |
| Candidato                       | Candidato                     | Candidato                       | Partido                                     | Votos      | Porcentaje |
| ------------------------------- | ----------------------------- | ------------------------------- | ------------------------------------------- | ---------- | ---------- |
| Rodolfo Valtierra Valtierra     |                               | Rodolfo Valtierra Valtierra     | Partido Acción Nacional                     | —          | —          |
| Juan Villalpando Cuevas         |                               | Juan Villalpando Cuevas         | Partido Revolucionario Institucional        | —          | —          |
| Javier Heredia Talavera         |                               | Javier Heredia Talavera         | Partido Popular Socialista                  | —          | —          |
| María Felícitas Lozano de Pinto |                               | María Felícitas Lozano de Pinto | Partido Auténtico de la Revolución Mexicana | —          | —          |
| José Barrera Mireles            |                               | José Barrera Mireles            | Partido Demócrata Mexicano                  | —          | —          |
| Moisés González Ramos           |                               | Moisés González Ramos           | Partido Comunista Mexicano                  | —          | —          |
| Vicente Vega Cázarez            |                               | Vicente Vega Cázarez            | Partido Socialista de los Trabajadores      | —          | —          |
| Total de votos válidos          | Total de votos válidos        | Total de votos válidos          | Total de votos válidos                      |            | —          |

#### Distrito 3
| Congreso de la Unión (México)   | Congreso de la Unión (México) | Congreso de la Unión (México)   | Congreso de la Unión (México)               | Resultados | Resultados |
| Candidato                       | Candidato                     | Candidato                       | Partido                                     | Votos      | Porcentaje |
| ------------------------------- | ----------------------------- | ------------------------------- | ------------------------------------------- | ---------- | ---------- |
| Raúl Gutiérrez González         |                               | Raúl Gutiérrez González         | Partido Acción Nacional                     | —          | —          |
| Luis Ayala García               |                               | Luis Ayala García               | Partido Revolucionario Institucional        | —          | —          |
| Joel Rineón Real                |                               | Joel Rineón Real                | Partido Popular Socialista                  | —          | —          |
| Pedro Ampudia Flores            |                               | Pedro Ampudia Flores            | Partido Auténtico de la Revolución Mexicana | —          | —          |
| José Guadalupe Martínez Esparza |                               | José Guadalupe Martínez Esparza | Partido Demócrata Mexicano                  | —          | —          |
| David Velázquez Monzón          |                               | David Velázquez Monzón          | Partido Comunista Mexicano                  | —          | —          |
| Loreto Hugo Amo González        |                               | Loreto Hugo Amo González        | Partido Socialista de los Trabajadores      | —          | —          |
| Total de votos válidos          | Total de votos válidos        | Total de votos válidos          | Total de votos válidos                      |            | —          |

#### Distrito 4
| Congreso de la Unión (México) | Congreso de la Unión (México) | Congreso de la Unión (México) | Congreso de la Unión (México)               | Resultados | Resultados |
| Candidato                     | Candidato                     | Candidato                     | Partido                                     | Votos      | Porcentaje |
| ----------------------------- | ----------------------------- | ----------------------------- | ------------------------------------------- | ---------- | ---------- |
| Rogelio Pérez Álvarez         |                               | Rogelio Pérez Álvarez         | Partido Acción Nacional                     | —          | —          |
| Rodolfo Fierro Márquez        |                               | Rodolfo Fierro Márquez        | Partido Revolucionario Institucional        | —          | —          |
| Sergio Quiroz Miranda         |                               | Sergio Quiroz Miranda         | Partido Popular Socialista                  | —          | —          |
| Ángel Flores López            |                               | Ángel Flores López            | Partido Auténtico de la Revolución Mexicana | —          | —          |
| Rosalindo Pérez Quintero      |                               | Rosalindo Pérez Quintero      | Partido Demócrata Mexicano                  | —          | —          |
| Rafel García Benavides        |                               | Rafel García Benavides        | Partido Comunista Mexicano                  | —          | —          |
| Gregorio Villalobos Guzmán    |                               | Gregorio Villalobos Guzmán    | Partido Socialista de los Trabajadores      | —          | —          |
| Total de votos válidos        | Total de votos válidos        | Total de votos válidos        | Total de votos válidos                      |            | —          |

#### Distrito 5
| Congreso de la Unión (México) | Congreso de la Unión (México) | Congreso de la Unión (México) | Congreso de la Unión (México)               | Resultados | Resultados |
| Candidato                     | Candidato                     | Candidato                     | Partido                                     | Votos      | Porcentaje |
| ----------------------------- | ----------------------------- | ----------------------------- | ------------------------------------------- | ---------- | ---------- |
| Miguel Fernández Ortega       |                               | Miguel Fernández Ortega       | Partido Acción Nacional                     | —          | —          |
| Carmen Márquez Jiménez        |                               | Carmen Márquez Jiménez        | Partido Revolucionario Institucional        | —          | —          |
| José Héctor Canales Rivera    |                               | José Héctor Canales Rivera    | Partido Popular Socialista                  | —          | —          |
| Artemio González Garnica      |                               | Artemio González Garnica      | Partido Auténtico de la Revolución Mexicana | —          | —          |
| Juan Rueda Ángel              |                               | Juan Rueda Ángel              | Partido Demócrata Mexicano                  | —          | —          |
| Gabriel Ramos Hernández       |                               | Gabriel Ramos Hernández       | Partido Comunista Mexicano                  | —          | —          |
| Manuel Cortés González        |                               | Manuel Cortés González        | Partido Socialista de los Trabajadores      | —          | —          |
| Total de votos válidos        | Total de votos válidos        | Total de votos válidos        | Total de votos válidos                      |            | —          |

#### Distrito 6
| Congreso de la Unión (México) | Congreso de la Unión (México) | Congreso de la Unión (México) | Congreso de la Unión (México)               | Resultados | Resultados |
| Candidato                     | Candidato                     | Candidato                     | Partido                                     | Votos      | Porcentaje |
| ----------------------------- | ----------------------------- | ----------------------------- | ------------------------------------------- | ---------- | ---------- |
| Hugo Martín Solorio           |                               | Hugo Martín Solorio           | Partido Acción Nacional                     | —          | —          |
| Rafel García Vázquez          |                               | Rafel García Vázquez          | Partido Revolucionario Institucional        | —          | —          |
| Ramón Betancourt Audelo       |                               | Ramón Betancourt Audelo       | Partido Popular Socialista                  | —          | —          |
| Rosalina Ruiz de Yáñez        |                               | Rosalina Ruiz de Yáñez        | Partido Auténtico de la Revolución Mexicana | —          | —          |
| Manuel Hernández López        |                               | Manuel Hernández López        | Partido Demócrata Mexicano                  | —          | —          |
| Blas Manriquez Arrevillaga    |                               | Blas Manriquez Arrevillaga    | Partido Comunista Mexicano                  | —          | —          |
| Jaime Rizo Chávez             |                               | Jaime Rizo Chávez             | Partido Socialista de los Trabajadores      | —          | —          |
| Total de votos válidos        | Total de votos válidos        | Total de votos válidos        | Total de votos válidos                      |            | —          |